# Салгаду, Себастьян
Себастья́н Рибе́йру Салга́ду (порт.-браз. Sebastião Ribeiro Salgado; 8 февраля 1944, Айморес, Минас-Жерайс, Бразилия — 23 мая 2025, Париж, Франция) — бразильский фотограф, представитель документальной фотографии, один из крупнейших фотожурналистов мира.

## Биография
Салгаду родился 8 февраля 1944 года в бразильском муниципалитете Айморес (штат Минас-Жерайс) и провел детство на фазенде своих родителей. 1967 году окончил экономический факультет Университета Сан-Паулу и заключил брак с пианисткой Лелией Делуиз Ваник. Работал по специальности, по поручению Всемирного банка часто бывал в Африке, где впервые начал фотографировать. С 1973 года сфокусировал свою деятельность на фотографии в качестве репортера. В 1979 году был принят в агентство «Магнум Фото». В 1994 году вышел из него, чтобы совместно с женой Лелией Ваник основать в Париже собственное агентство «Amazonas Images». Салгаду активно работал над собственными фотопроектами, публиковал авторские фотокниги, такие как «Другая Америка», «Рабочие», «Мигранты», «Генезис».
Начиная с 2004 года, Салгаду работал над проектом Genesis. В рамках этого проекта фотограф документирует ещё нетронутые человеком и цивилизацией ландшафты, их флору и фауну. После девяти лет работы над этим проектом Музей естественной истории в Лондоне в 2013 году представил подборку из 250 фотографий и опубликовал иллюстрированную книгу большого формата, над дизайном которой работала жена Салгаду Лелия.
В 1998 году после возвращения из Руанды в Бразилию увидев, что те места, которые во время его детства были лесом с густой растительностью и богатым животным миром, превратились в пустыню, Салгаду решил вырастить лес заново. Супруги Салгаду основали «Институт Земли», который был призван восстановить и сохранить уникальные растения тропических лесов Бразилии, в результате чего было высажено 2,5 млн видов деревьев атлантического леса на площади 600 гектаров. В этом пустынном регионе был восстановлен былой климат и водный баланс. Эти земли Салгаду подарил народу Бразилии, основав здесь национальный парк.
Салгаду также поддерживает кампанию правозащитной организации Survival International по защите индейцев Ава в Бразилии, которые страдают от незаконной вырубки леса в регионе их проживания.
Салгаду посетил в качестве фотографа более 120 стран. Проживал в Париже.
Скончался в Париже 23 мая 2025 года на 82 году жизни.

## Фильм «Соль Земли»
Вим Вендерс, изучавший творчество знаменитого фотографа на протяжении 25 лет, снял совместно с сыном Себастьяна, бразильским режиссёром и оператором Жулиану Рибейру Салгаду, фильм «Соль Земли».
Специально для фильма была разработана уникальная технология на базе камеры-обскуры: Себастьян Салгаду сидит перед экраном, где отображаются его фотографии, сразу за этим экраном находится видеокамера, а между ними установлено полупрозрачное зеркало. Таким образом был достигнут эффект, позволивший смотреть Салгаду одновременно на свои фотографии и в камеру на зрителя.
Премьера фильма состоялась в рамках 67-го Каннского кинофестиваля в 2014 году, где тот получил премию «Особый взгляд». В 2015 году фильм был номинирован на премию «Оскар» в категории за «Лучший документальный фильм». В этой же категории фильм получил премию «Сезар».

## Избранные выставки
- 2015: Выставка фотографий из проекта «Генезис» в Берлине.

- 2016: Выставка фотографий из проекта «Генезис» в Санкт-Петербурге в музее современного искусства Эрарта[14].

## Избранные альбомы
- Other Americas (1977—1986)
- Sahel: l’homme en détresse (1986)
- Sahel: el fin del camino (1988)
- An Uncertain Grace (1992)
- La Main de l’Homme (1993)
- Workers (1993)
- Terra (1997)
- Migrations and Portraits (2000)
- The Children: Refugees and Migrants (2000)
- L’homme et l’eau (2005)
- Africa (2007)
- Genesis (2013)

## Оценка и признание
Среди многочисленных наград фотографа — премия Уильяма Юджина Смита (1982), премия города Париж (1984), премия World Press Photo (Нидерланды, 1985), премия Вилла Медичи (Франция, 1987), Большая национальная премия по фотографии (фр.) (Франция, 1994), Художественная премия принца Астурийского (1998). Фотожурналист года (США, 1986). Посол доброй воли ЮНИСЕФ, почетный член Американской академии искусств и наук.
В книге «Глядя на боль других» (2003) Сьюзен Зонтаг упрекает Салгаду в эстетизации нищеты и страдания в фотографии.